# Brot-Dessous
Pour les articles homonymes, voir Brot.
Brot-Dessous est une localité et une ancienne commune suisse du canton de Neuchâtel, située dans la région Littoral.

## Géographie
L'ancienne commune englobait les deux villages de Brot-Dessous, Fretereules et une partie de Champ-du-Moulin, qui sont situés de part et d'autre de l'axe reliant Pontarlier et Neuchâtel, au sein de l'ancien district de Boudry.
Elle mesurait 4,95 km2. 7,1 % de cette superficie correspond à des surfaces d'habitat ou d'infrastructure, 12,5 % à des surfaces agricoles, 79,0 % à des surfaces boisées et 1,4 % à des surfaces improductives. Le territoire de l'ancienne commune se situe entre 567 et 1 251 mètres d'altitude.

## Armoiries
Les armoiries de Brot-Dessous contenaient un élément pour chacun des trois villages de la commune : une charrue pour représenter Brot-Dessous, un noyer pour Fretereules et une truite pour Champ-du-Moulin.

## Histoire

### Ancien Régime etXIXesiècle
Brot-Dessous apparaît pour la première fois par écrit en 998 lors de la fondation du prieuré de Bevaix. Pendant le Moyen Âge, les habitants de la commune doivent payer une taxe supplémentaire parce qu'ils ne doivent pas fournir de gardes pour le château de Rochefort. À part du XVe siècle, les habitants de Brot-Dessous font l'acquisition de terres dans la vallée des Ponts-de-Martel. De 1524 à 1730, la commune de Brot-Dessous fait partie de Rochefort. De 1730 à 1888, elle inclut le village de Brot-Dessus, rattaché ensuite à Brot-Plamboz. Brot-Dessous est longtemps situé sur la route du sel reliant la Franche-Comté au plateau suisse, permettant l'existence d'auberges et de cabarets. Des fonds sont versés par le prince de Neuchâtel, Frédéric-Guillaume IV de Prusse pour la réalisation d'une chapelle et d'une école,. La chapelle est achevée à Brot en 1845 et l'école à Fretereules en 1902. En 1895, la commune compte un nombre record de 417 habitants, qui sera ensuite progressivement divisé par quatre au cours du XXe siècle.

### XXesiècle
De 1900 à 1935, du calcaire est exploité pour une cimenterie. De 1915 à 1921, la commune est mise sous tutelle par le canton en raison de sa mauvaise situation financière. Pendant cette tutelle, différentes possibilités de fusions, avec Boudry et Noiraigue notamment, sont examinés sans toutefois être menées à bien. En 1964, un projet de loi cantonale sur les communes prévoit la fusion de Brot-Dessous avec Boudry ou Rochefort, mais ce projet est finalement abandonné en raison de l'opposition de Brot-Dessous. En 1969, l'école ferme et les élèves se rendent désormais à Rochefort pour l'école primaire et à Colombier pour l'école secondaire. En 1975, l'inauguration du tunnel de la Clusette permet de se rendre plus facilement de Brot-Dessous à Noiraigue. 
En 1993, la commune connaît une crise politique qui voit quatre des cinq membres du Conseil communal et six des neuf membres du Conseil général démissionner. En 1998, la commune de Brot-Dessous célèbre les 1000 ans du village de Brot. En 2000, trois des cinq conseillers communaux démissionnent successivement dans les mois qui suivent les élections communales en raison de querelles de voisinage et la commune n'évite que de peu la mise sous tutelle par le canton en trouvant des volontaires pour remplacer les démissionnaires au dernier moment. 

### XXIesiècle

#### Gare de Champ-du-Moulin
En 2005, les Chemins de fer fédéraux annoncent leur intention de remplacer le bâtiment de la gare de Champ-du-Moulin par un abri, suscitant l'opposition des habitants de Brot-Dessous, aidés par Franz Weber en raison de la valeur patrimoniale du bâtiment. Trois ans plus tard, les CFF et la commune signent une convention donnant jusqu'à fin 2010 à la commune pour trouver le budget nécessaire pour la rénovation du bâtiment, faute de quoi le bâtiment sera démoli. Le 14 février 2011, les habitants de Brot-Dessous refusent un crédit pour la rénovation de la gare, si bien que le bâtiment est démoli en septembre et une nouvelle gare construite en décembre,.

#### Vers la fusion
En février 2010, la commune demande de pouvoir rejoindre le processus de fusion entre Auvernier, Bôle et Colombier, mais ces dernières refusent quelques mois plus tard en raison de l'éloignement géographique de Brot-Dessous. Une initiative populaire est lancée en 2011 pour demander une fusion de Brot-Dessous et de Rochefort. Une année plus tard, les législatifs des deux communes acceptent d'entamer le processus de fusion qui va s'étendre sur trois ans. En 2015, la commune est à nouveau mise sous tutelle par le canton, cette fois en raison des effectifs insuffisants dans ces autorités. Le 29 novembre 2015, 85 % des habitants de Brot-Dessous et 92 % des habitants de Rochefort approuvent la fusion des deux communes. Le 1er janvier 2016, elle est absorbée par la commune voisine de Rochefort.

## Politique
La commune de Brot-Dessous était dotée, avant sa fusion avec Rochefort, d'un Conseil général (législatif), élu par la population, et d'un Conseil communal (exécutif), élu par le législatif.

## Population

### Surnom
Les habitants de la localité sont surnommés les Oursons.

### Démographie
Brot-Dessous possède 103 habitants fin 2016. Sa densité de population atteint 21 hab./km2.
Le graphique suivant résume l'évolution de la population de Brot-Dessous entre 1850 et 2008 :

## Patrimoine culturel

### Chapelle
La chapelle de Brot-Dessous est construite en 1844 et 1845, sur des plans d'Édouard de Sandoz-Rosières. La cloche est fondue par Alexandre Borel, de Couvet, en 1846. En 1891, le clocheton de bois est remplacé par une tourelle conçue par l'architecte cantonal Louis-Daniel Perrier, puis la chapelle est rénovée entièrement deux ans plus tard. Dans les années 1980, la rénovation de la chapelle est initiée et de nouveaux vitraux, réalisés par Bodjol, sont inaugurés en 1992.

### Maison de Jean-Jacques Rousseau
Le bâtiment appelé « maison de Jean-Jacques Rousseau », qui en fait a hébergé le philosophe pendant moins de dix jours en 1764, a été construite dans les années 1750 par Jean-Jacques Cand, peu après un incendie qui a détruit la maison plus ancienne (1722) du poudrier Josué Dellenbach. La maison appartient ensuite à la famille Frasse, puis est rachetée en 1885 par l'architecte et futur conseiller fédéral Louis Perrier. Ce dernier rénove rapidement le bâtiment, l'exhausse d'un étage et y met de nombreux documents relatifs à Rousseau. En 1917, il fait don de la maison et de son contenu au canton de Neuchâtel, qui y effectue une nouvelle restauration.

### Hôtel de la Couronne
Le bâtiment de l'hôtel de la Couronne à Brot, qui n'est plus exploité, date de la fin du XVIIIe siècle, en remplacement d'une auberge plus ancienne qui avait hébergé Jean-Jacques Rousseau et qui a brûlé en 1797. Des rénovations importantes ont lieu en 1892.